# Мост Дыбенко
Мост Дыбе́нко — автодорожный железобетонный балочный мост через реку Оккервиль в Невском районе Санкт-Петербурга.

## Расположение
Расположен в створе улицы Дыбенко. Ниже по течению находится безымянный пешеходный мост.
Ближайшая станция метрополитена — «Улица Дыбенко».

## Название
Название известно с 1970-х годов и дано по наименованию улицы Дыбенко, названной в честь советского государственного и военного деятеля П. Е. Дыбенко.

## История
Необходимость строительства моста была вызвана массовым жилищным строительством в районе Весёлого посёлка. Мост построен в 1971–1972 годах по проекту инженера «Ленгипроинжпроекта» Б. Э. Дворкина. Работы выполнило СУ-3 треста «Ленмостострой» под руководством главного инженера Л. Ф. Полякова и прораба А. Г. Туракулова.
В 2011 году проведены работы по ремонту покрытия проезжей части и тротуаров с устройством новой гидроизоляции и устройством трамвайных путей на железобетонной плите.

## Конструкция

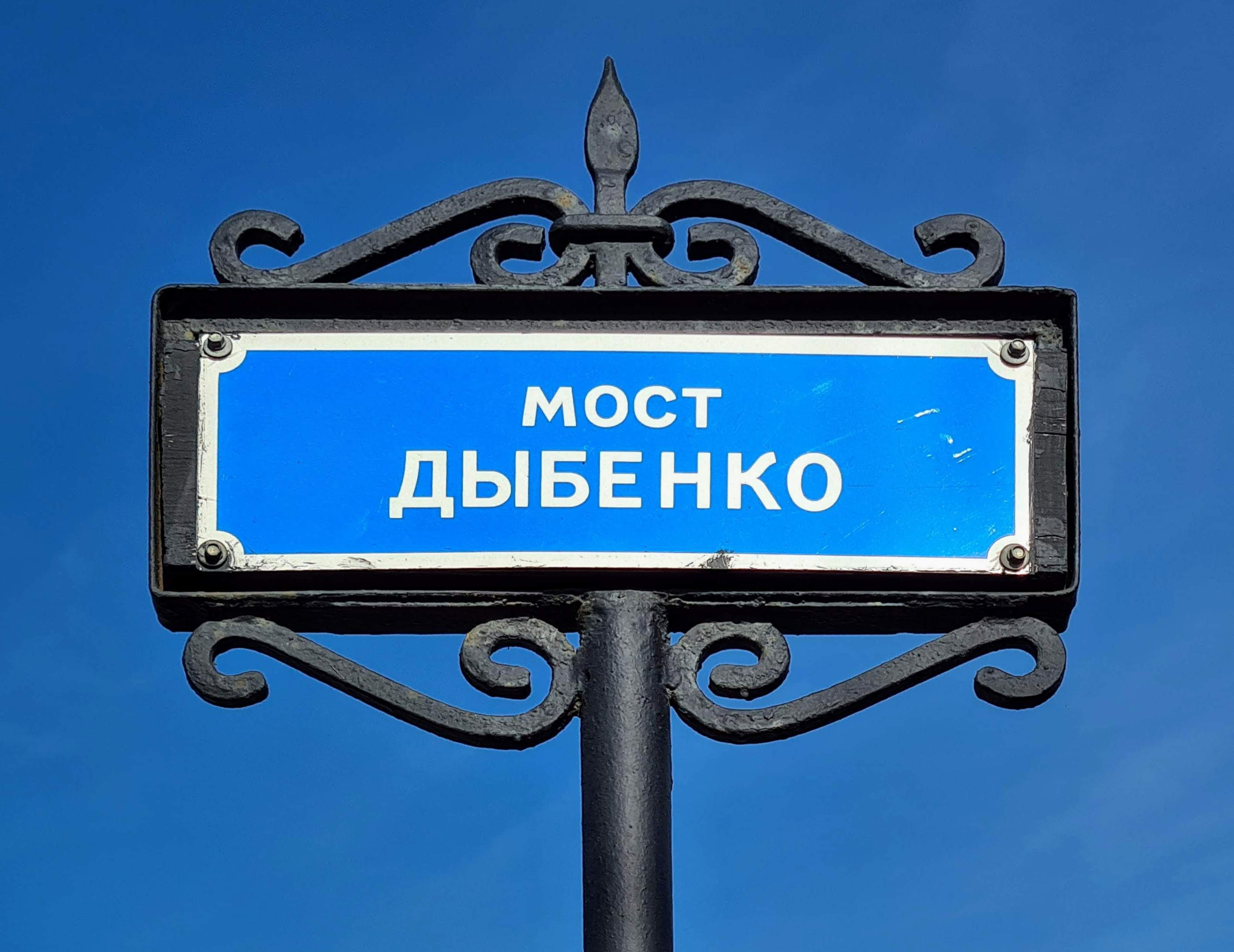
Табличка моста

Мост однопролётный железобетонный балочный. Пролётное строение состоит из сборных железобетонных балок таврового сечения, объединённых монолитной железобетонной плитой проезжей части. Фасадные балки имеют криволинейное очертание нижнего пояса. Устои массивные, из монолитного железобетона, на свайном основании. На поверхности устоев нанесена рустовка под камень. К устоям примыкает низкая железобетонная подпорная стенка. Общая длина моста составляет 18,5 м, ширина моста — 41,1 м.
Мост предназначен для движения трамваев, автотранспорта и пешеходов. Проезжая часть моста включает в себя 4 полосы для движения автотранспорта и два трамвайных пути. Покрытие проезжей части и тротуаров — асфальтобетон. Тротуары отделены от проезжей части железобетонным парапетом в металлической рубашке. Перильное ограждение — литые чугунные решётки с металлическими вставками, на устоях завершается гранитными тумбами.